# Embraer EMB-314 Super Tucano
O Embraer EMB-314 "Super Tucano" é uma aeronave turboélice de ataque leve e treinamento avançado, que incorpora os últimos avanços em aviônicos e armamentos. Concebido para atender aos requisitos operacionais da Força Aérea Brasileira (FAB) para uma aeronave de ataque tático, capaz de operar na Amazônia brasileira em proveito do projeto Sipam/Sivam, e de treinador inicial para pilotos de caça.
O Super Tucano foi desenvolvido no Brasil pela Embraer e encontra-se em produção em duas linhas de montagem, no Brasil e nos Estados Unidos. Está certificado de acordo com os padrões militares mais atuais pela Força Aérea dos Estados Unidos (USAF).

## Histórico de desenvolvimento

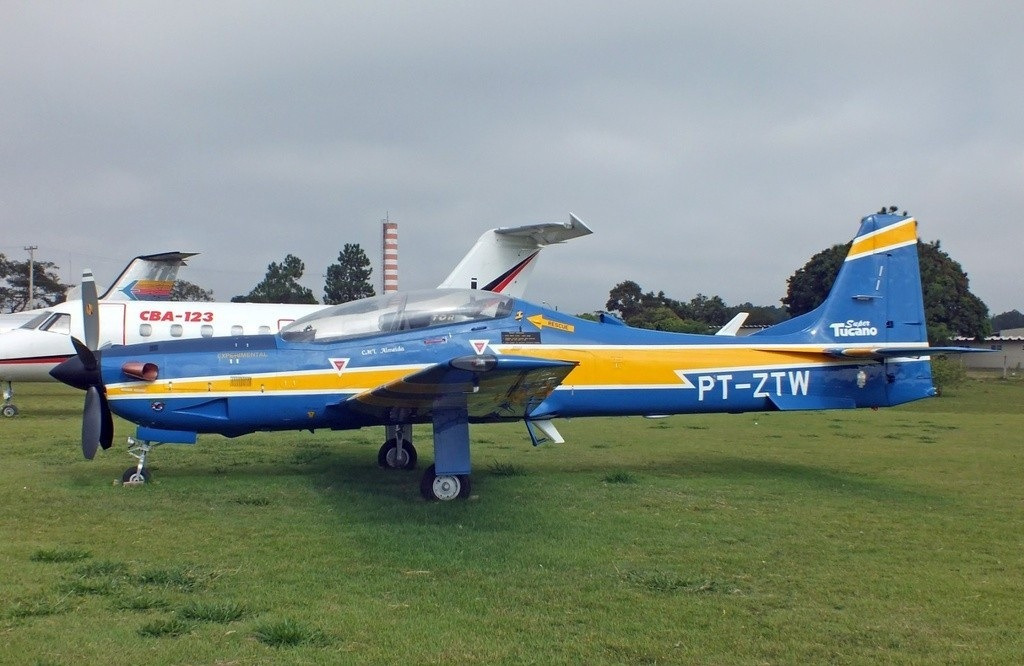
Protótipo modelo EMB-312H

Partindo de seu modelo de treinamento EMB-312G1, inicialmente projetado para a Real Força Aérea britânica (RAF), que conta com uma série de modificações em relação ao Tucano básico, a Embraer começou a estudar uma nova aeronave turboélice, que atendesse ao interesse crescente de um mercado de treinadores de alto desempenho, no qual veio a culminar no modelo EMB-312H ou Tucano H (H de Helicopter Killer ou caça-helicópteros, denominado assim por poder operar a baixa altura, caçando helicópteros).
A partir do começo dos anos de 1990, esse trabalho ganhou um novo impulso quando os norte-americanos lançam o programa JPATS (Joint Primary Aircraft Training System, Sistema Primário de Aeronave de Treinamento Conjunto), um requerimento conjunto da Força Aérea dos Estados Unidos (USAF) e Marinha dos Estados Unidos (US Navy), visando substituir seus treinadores em uso.  Para isso, a Embraer se associou à Northrop Grumman, sendo desenvolvido um protótipo demonstrador de conceito, o Tucano PoC (Proof of Concept, prova de conceito), mas o Raytheon T-6 Texan II, versão fabricada sob licença do Pilatus PC-9, o superou.
Na mesma época, outro programa do qual participou foi o canadense NFTC (NATO Flight Training in Canada, Plano da Otan de Formação Aérea no Canadá), um programa que buscava selecionar uma aeronave turboélice, e uma a jato, para a formação dos novos pilotos da Otan.  Novamente confrontado com o T-6 Texan II, foi desclassificado no final, sendo declarados vencedores o Raytheon T-6 Texan II e o jato BAe Hawk.
Apesar dos reveses sofridos nos programas do qual participou, a Embraer continuou desenvolvendo a sua aeronave — até então, essencialmente, um treinador – para a aeronave de ataque da qual se tornaria mais tarde.

## Programa ALX
Com a implantação do projeto Sipam/Sivam pelo Governo brasileiro, foi identificado a necessidade de uma aeronave de ataque, que em conjunto com as aeronaves E-99 e R-99, irá compor o segmento aéreo deste projeto, responsável pela interceptação de aeronaves ilícitas na região Amazônica e pelo patrulhamento de fronteiras.

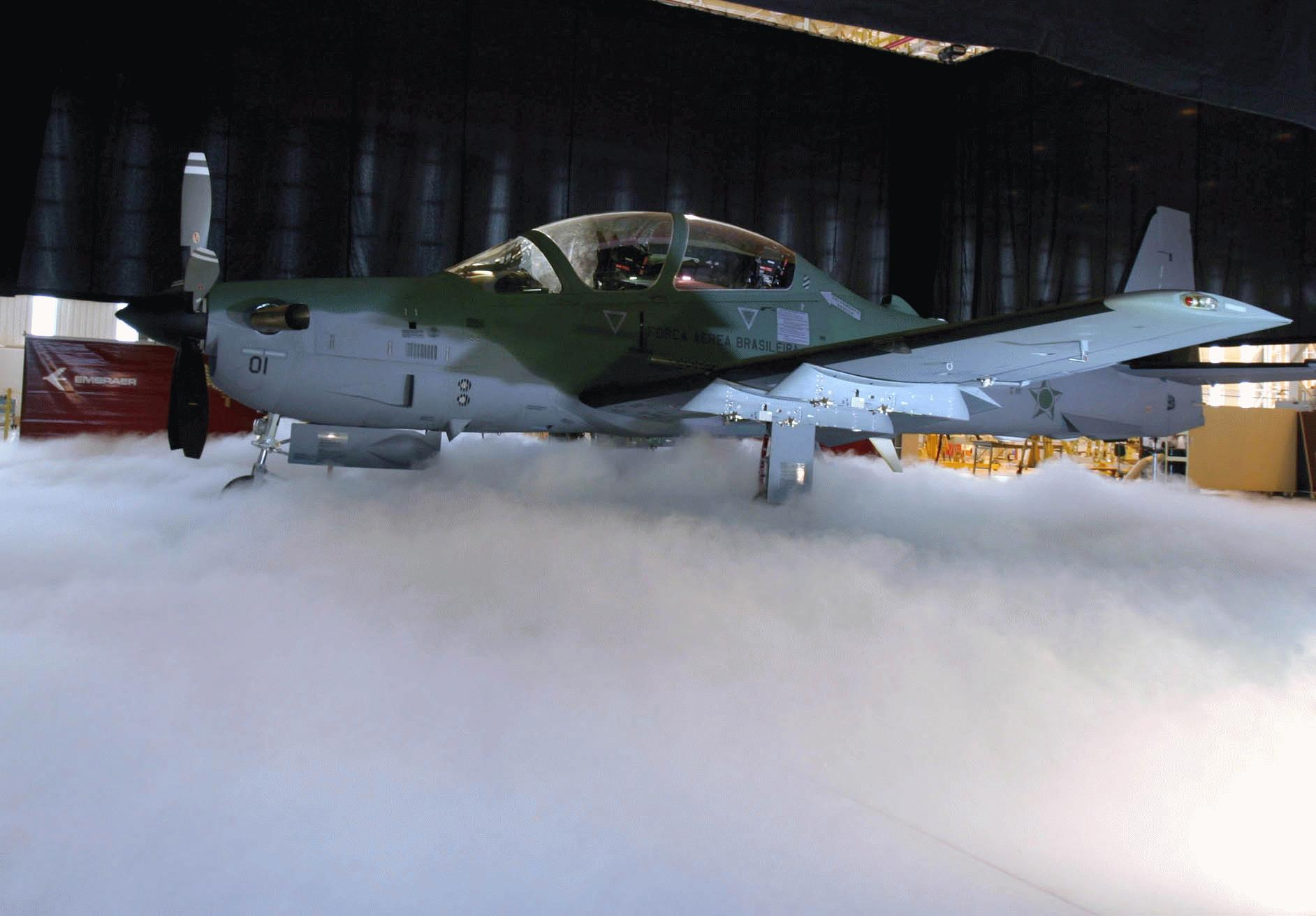
Primeiro ALX Super Tucano da FAB

Coube à Força Aérea Brasileira (FAB) elaborar os requisitos operacionais da nova aeronave, que na época também buscava um substituto para seus jatos de treinamento AT-26 Xavante, utilizados na instrução dos futuros pilotos de caça. A união destes dois requisitos, deu origem ao programa AL-X (Aeronave Leve de Ataque), o Super Tucano.
Pelas características da região Amazônica (extensa área de floresta fechada, com alta incidência de chuvas, altas temperaturas e umidade elevada) e de ameaça (baixa intensidade) na qual iria atuar, foi definido pela Força Aérea Brasileira que a aeronave deveria ser um turboélice, de ataque, com grande autonomia e raio de ação, capaz de operar tanto de dia como a noite, em qualquer condição meteorológica, a partir de pistas curtas e desprovidas de infraestrutura, entre outras.
Também ficou definido que haveria duas versões da aeronave:
- Monoposto (designado A-29A) - para ataque e reconhecimento armado, dentro da tarefa de interdição; para ataque e cobertura, dentro da tarefa de apoio aéreo aproximado e para interceptação e destruição de aeronaves de baixo desempenho.
- Biposto (designado A-29B) - além das mesmas atribuições do monoposto; para treinamento e para controle aéreo avançado, na tarefa de ligação e observação.

O contrato de desenvolvimento do ALX Super Tucano foi firmado com a Embraer em 18 agosto de 1995. A Força Aérea Brasileira pretendia comprar 76 aeronaves, com opções para mais 23. Posteriormente, em 2005, a FAB exerceu a sua opção de compra, elevando o total a ser operado para 99 aeronaves (49 monopostos e 50 bipostos).
O primeiro voo do ALX Super Tucano aconteceu em 2 de junho de 1999, com o protótipo monoposto YA-29 - matrícula FAB 5700, seguido do voo do protótipo biposto YAT-29 - matrícula FAB 5900, ocorrido em 22 de outubro de 1999.
A Força Aérea Brasileira recebeu as primeiras aeronaves ALX (A-29B) em 6 de agosto de 2004, que foram alocadas ao 2º/5º GAv (2º Esquadrão do 5º Grupo de Aviação), com sede na Base Aérea de Natal, onde substituirão gradativamente os AT-26 Xavante utilizados no Curso de Formação de Pilotos de Caça (CFPC).
Os A-29A/B substituíram os AT-27 Tucano operados no patrulhamento de fronteiras nas regiões Amazônica e Centro-Oeste que atendem ao CINDACTA IV, e distribuídos ao 1º/3º GAv, com sede na Base Aérea de Boa Vista; ao 2º/3º GAv, na Base Aérea de Porto Velho e ao 3º/3º GAv, na Base Aérea de Campo Grande. Além disso, são utilizados pela Esquadrilha da Fumaça, sediada na Academia da Força Aérea (Brasil), na cidade de Pirassununga, interior de São Paulo (estado).

## Logística

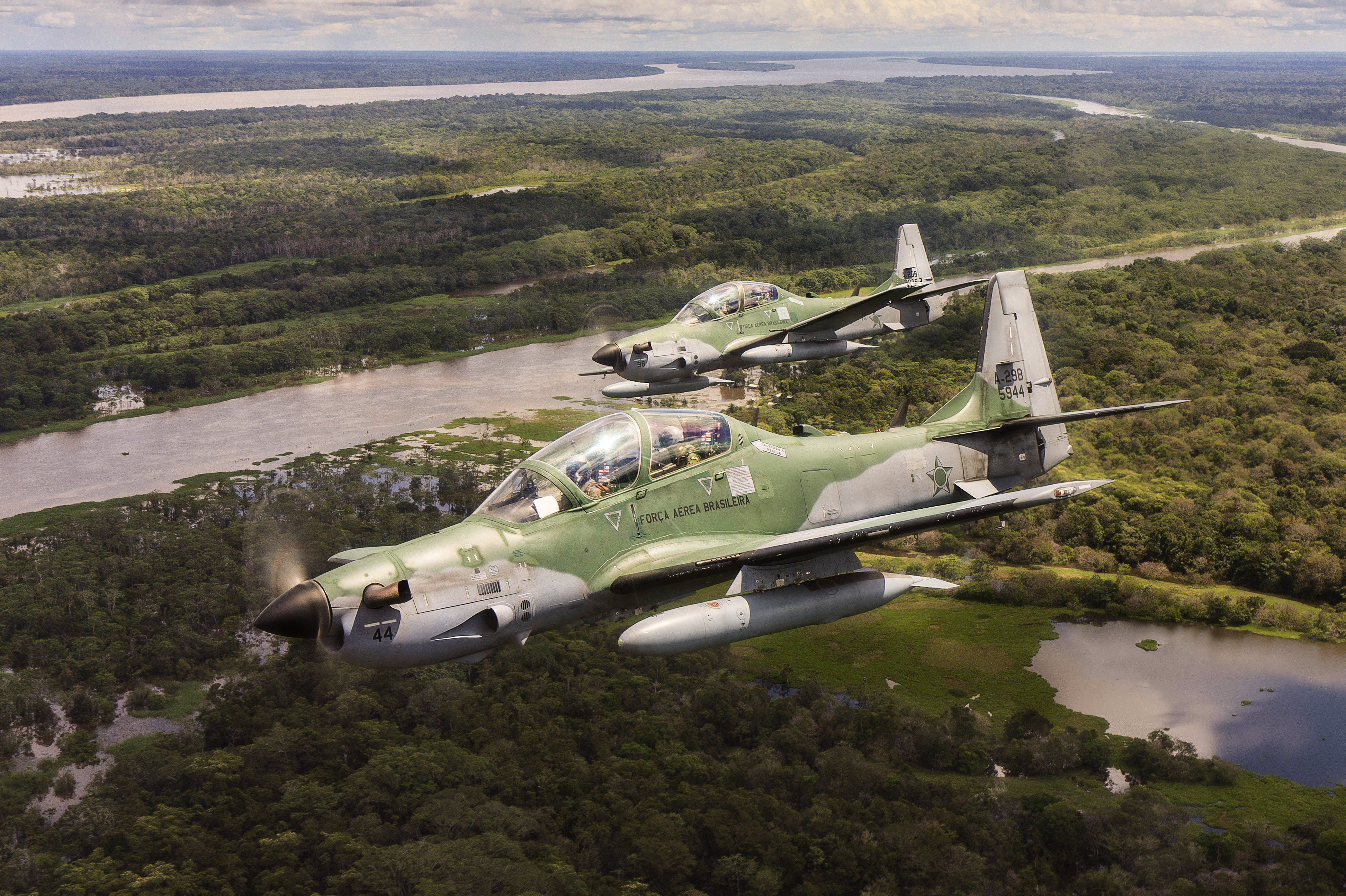
Dois A-29 Super Tucano da FAB sobrevoando a Floresta Amazônica.

O ALX Super Tucano foi idealizado para atender a rígidos requisitos operacionais e logísticos exigidos pela Força Aérea Brasileira, com vistas à sua operação. Os seguintes dados de confiabilidade foram considerados durante a fase de desenvolvimento:
- Probabilidade de executar a missão: 98,5 % (mínimo);
- Falhas por cada 1 000 horas de voo: 150 (máximo);
- Remoções do motor: 1 a cada 4 000 horas de voo (máximo); e
- Paradas do motor: 1 a cada 40 000 horas de voo (máximo).

O conceito norteador logístico foi de possibilitar a operação na Amazônia brasileira com o mínimo de infraestrutura, sendo que várias melhorias com relação ao projeto inicial foram adotadas pela Embraer, entre elas:
- Abastecimento de combustível por pressão;
- Capota do motor com painéis de acesso;
- OBOGS (sistema gerador de oxigênio de bordo);
- HSI (indicador de situação horizontal) executado na aeronave;
- Extensão do overhaul (revisão geral e reparos) do motor;
- Extensão da vida útil da aeronave;
- Conceito built in test (auto teste) para os equipamentos aviônicos;
- Registro automático dos dados de voo;
- Ar condicionado com ciclo de ar; e
- Acessibilidade garantida.

Os seguintes parâmetros de carga de trabalho da manutenção foram assumidos para a aeronave:
- Taxa homem hora / hora de voo: 1,5 h (máximo);
- Tempo de pré-voo: 10 minutos (máximo);
- Tempo necessário entre voos: 10 minutos (máximo); e
- Tempo necessário para o pós-voo (final da jornada diária): inferior a 30 minutos.[9]

## Aviônicos e armamentos

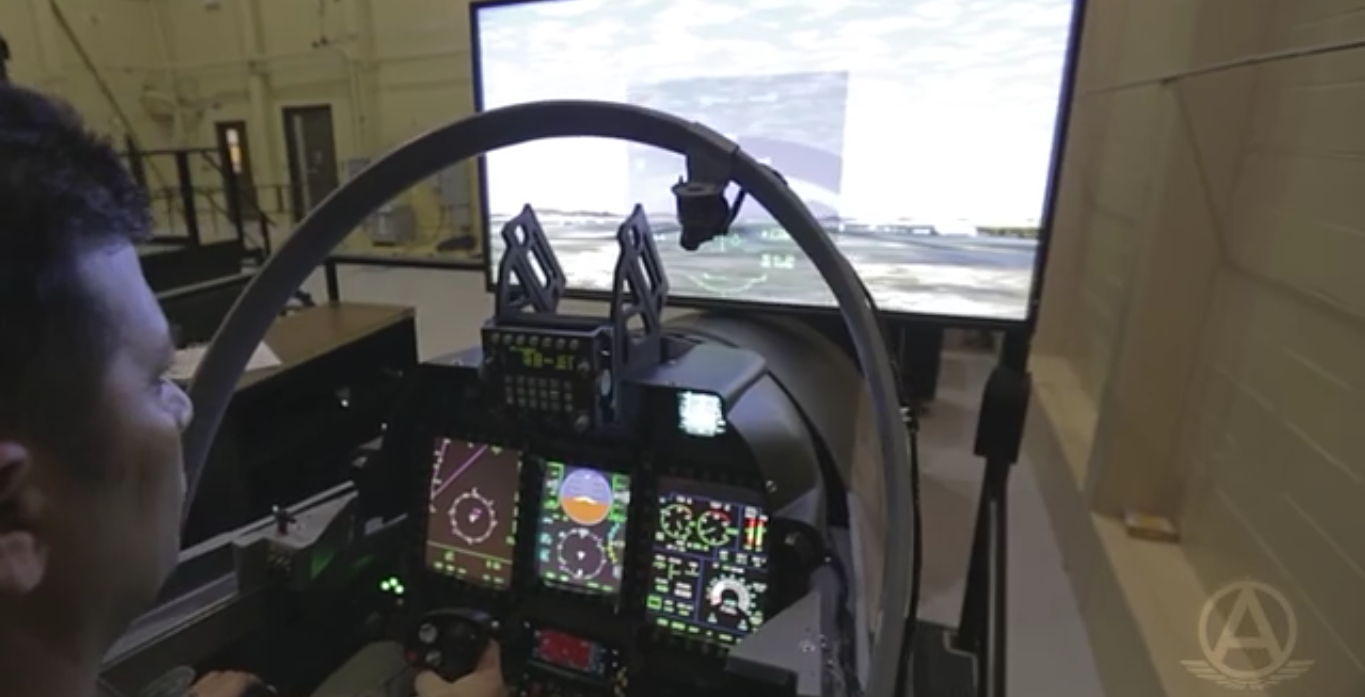
Simulador de voo do Super Tucano

O EMB-314 Super Tucano conta com moderna aviônica digital, painel composto por duas telas – com opção de uma terceira tela – CMFD (Colored Multi-Function Display, tela multi-função em cores), um HUD (Head up Display, apresentação visível com a cabeça erguida) e um UFCP (Up-Front Control Panel, painel de entrada de dados à frente), além da tecnologia HOTAS (Hands on Throttle and Stick, mãos no manete e manche), que permite ao piloto conduzir todas as fases de voo sem retirar as mãos dos comandos da aeronave.
Iluminação da cabina compatível com o emprego de NVG (Night Vision Goggles, óculos de visão noturna); sensor FLIR (Forward-Looking Infrared, infravermelho de visão à frente); sistema de navegação integrado INS/GPS; sistema de comunicações de rádio com criptografia de enlace de dados, que possibilita o envio e o recebimento de dados entre aeronaves e equipamentos em terra, em modo seguro.
A cabine do piloto tem resistência a projéteis de até 12,7 mm; duas metralhadoras de 12,7 mm instaladas internamente nas asas; cinco pontos para até 1 550 kg de cargas externas, capazes de reconhecer o tipo de armamento colocado nessas estações; provisões para amplo leque de armamentos alojados em pods, bombas convencionais e inteligentes, mísseis ar-superfície e ar-ar de curto alcance, podendo este, ser apontado pelo HMD (Helmet Mounted Display, sistema de apresentação instalado no capacete).

## Histórico operacional

### Batismo de fogo
Em 18 de janeiro de 2007, uma esquadrilha de Super Tucano da Força Aérea Colombiana, usando bombas Mk 82, atacou posições das Forças Armadas Revolucionárias da Colômbia (FARC) em localidade de selva. Esta ação, que marca o batismo de fogo do Super Tucano, foi conduzida no modo CCIP (Continuously Computed Impact Point, ponto de impacto continuamente calculado), sendo relatado êxito na ação.

### Operação Fênix

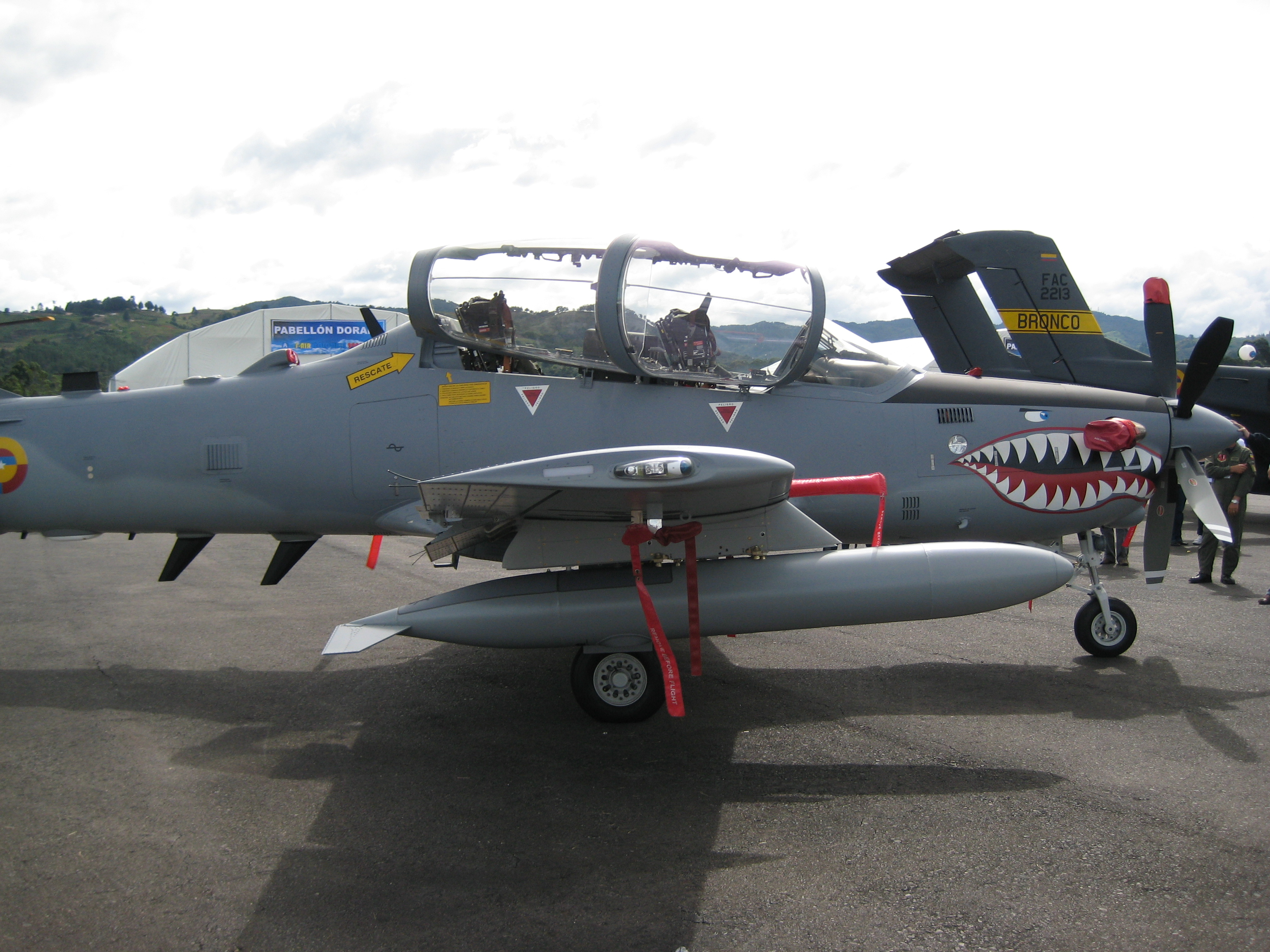
Super Tucano da Força Aérea Colombiana

Na madrugada de 1º de março de 2008, uma operação combinada envolvendo vários modelos de aeronaves da Força Aérea Colombiana, atacaram acampamento das FARC situado cerca de 2 km dentro do país vizinho Equador.  A operação contou com o apoio da CIA com aeronaves A-37 Dragonfly, voando a 6 000 metros de altura, começando o ataque com bombas Paveway II guiadas por GPS para atingir o número 2 das FARC, Raúl Reyes — apesar de os Super Tucano colombianos serem capazes de empregar bombas guiadas, os norte-americanos optaram por integrar a Paveway II nos Dragonfly, por estarem mais familiarizados com esta aeronave, e pelo caráter sigiloso que envolveu toda a operação. Em sequência, várias aeronaves Super Tucano voando a baixa altura bombardearam maciçamente o acampamento, lançando bombas Mk 82 próximas ao impacto das bombas guiadas, para abrir clareiras na floresta e abater outros guerrilheiros, enquanto aeronaves AC-47 Gunship saturavam a área com metralhadoras.  Tropas do Exército Colombiano empreenderam o ataque final, desembarcando de helicópteros Black Hawk e Mi-17. A Operação Fênix teve consolidados todos os seus objetivos, dentre os quais a captura de Raúl Reyes, morto durante a operação, e especialmente, equipamentos eletrônicos, como celulares e computadores, contendo informações valiosas da guerrilha.

### Interceptação de aeronave civil
Em 3 de junho de 2009, duas aeronaves Super Tucano da Força Aérea Brasileira vetoradas por uma aeronave E-99, usaram suas metralhadoras de 12,7 mm contra um Cessna U206G de narcotraficantes procedente da fronteira entre a Bolívia e o Brasil. Interceptada na região de Alta Floresta D'Oeste, RO, e após esgotados todos os trâmites legais antes desta ação, uma rajada de munição traçante foi disparada em paralelo a trajetória do Cessna como tiro de aviso, forçando essa aeronave a seguir os Super Tucano até o aeroporto de Cacoal, RO. Essa foi a primeira vez, desde que entrou em vigor a Lei do Abate em 17 de outubro de 2004 legalizando o tiro de destruição no Brasil, que se utilizou esse recurso no combate a aeronaves ilícitas. A bordo do Cessna, que antecipou seu pouso em Izidrolândia, distrito de Alta Floresta D'Oeste, encontraram-se 176 kg de pasta base de cocaína pura que poderiam se transformar em quase uma tonelada de cocaína. Os dois ocupantes da aeronave foram presos pela Polícia Federal em Pimenta Bueno, RO, após tentativa de fuga.

### Guerra no Afeganistão
Em 2011, o Super Tucano foi declarado o vencedor do contrato da Light Air Support sobre o americano Hawker Beechcraft AT-6B Texan II. O contrato foi cancelado em 2012 citando o recurso da Hawker Beechcraft quando sua proposta foi desqualificada durante o processo de aquisição, mas foi feito válido novamente em 2013. Cerca de vinte Super Tucanos A-29 foram então comprados para a Força Aérea Afegã.

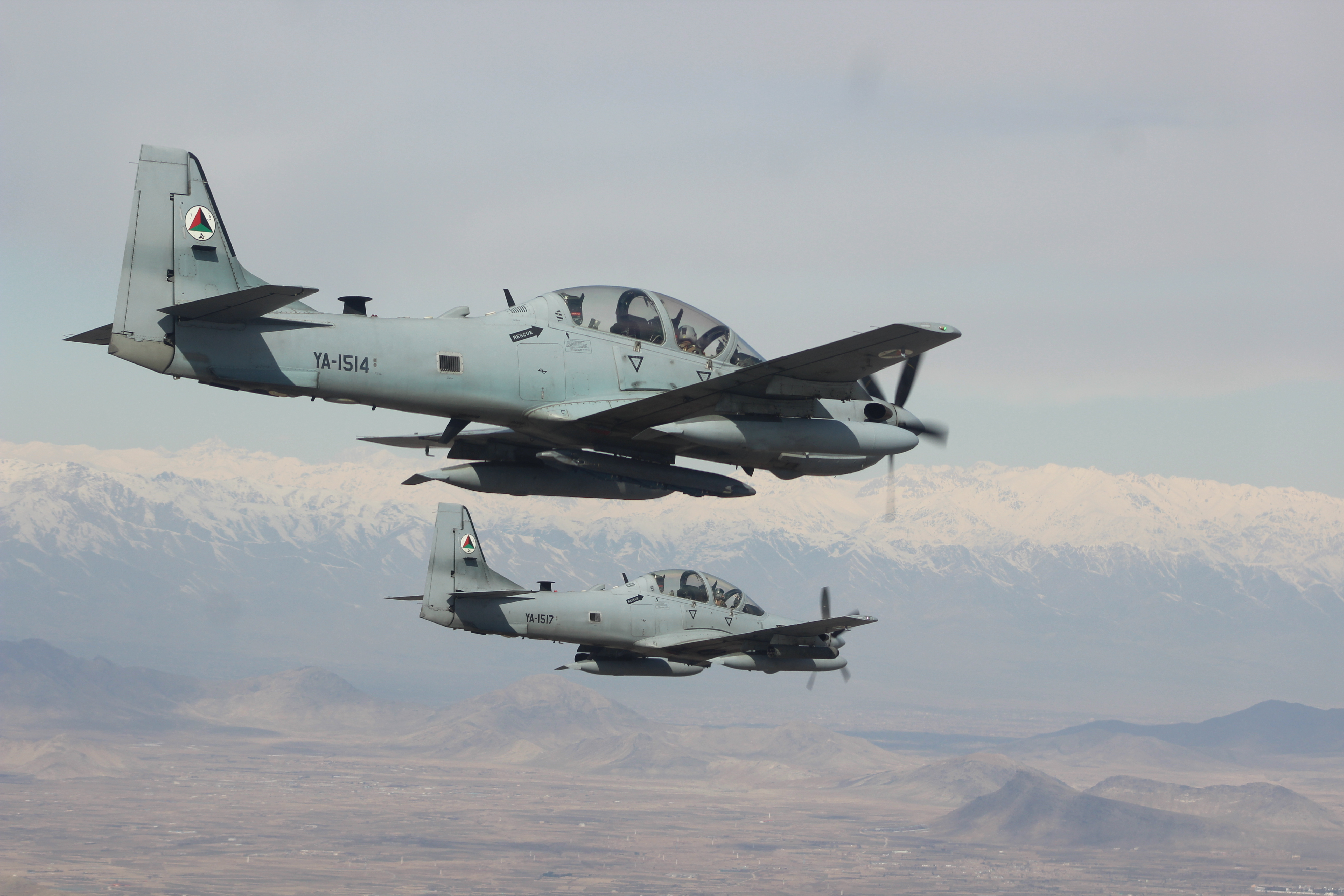
Aeronaves A-29 afegãos

Os primeiros trinta pilotos afegãos do A-29 foram treinados pelo 81º Esquadrão de Voo americano na Base Aérea de Moody, na Geórgia (Estados Unidos) e retornaram para o Afeganistão em 2016. Uma frota de vinte A-29s foi preparada para voo até 2018, de acordo com uma autoridade americana. O Pentágono encomendou os Super Tucanos da Sierra Nevada Corporation e da Embraer por um valor de US$ 427 milhões de dólares, com as aeronaves sendo montadas na fábrica da Embraer no Aeroporto Internacional de Jacksonville, na Flórida.
As primeiras quatro aeronaves chegaram no Aeroporto Internacional de Cabul em 15 de janeiro de 2016. Em 2017, a força aérea afegã realizou mais de duas mil surtidas aéreas, a uma média de quarenta por semana. Os afegãos chegaram a conduzir até 80 missões com o A-29 numa semana, que foi um recorde para o país. Em março de 2018, os afegãos tinham doze A-29s no serviço ativo. Em 22 de março de 2018, a força aérea do Afeganistão introduziu no A-29 Super Tucano uma salva de bombas GBU-58 Paveway II  de 113,4 kg para  uso em combate, marcando a primeira vez que os militares afegãos lançaram uma arma guiada a laser contra o Talibã.
Em agosto de 2021, durante a ofensiva talibã, o governo afegão virtualmente entrou em colapso após a queda de Cabul. A força aérea afegã deixou de existir para fins práticos naquele momento, com vários pilotos fugindo do país, levando com eles um número desconhecido de aeronaves, incluindo, possivelmente, alguns A-29s. Militares do Uzbequistão abateram um Super Tucano afegão após este cruzar seu espaço aéreo, provavelmente guiado por um piloto que buscava fugir do avanço talibã. Não é sabido quantas destas aeronaves ficaram para trás, com pelo menos um Super Tucano que confirmadamente foi capturado por militantes do Talibã quando estes se apoderaram da Aeroporto Internacional de Mazar-i-Sharif.

## Certificação da Administração Federal de Aviação (FAA)
A aeronave Super Tucano recebeu em outubro de 2011 a certificação da Administração Federal de Aviação (FAA) dos Estados Unidos. A certificação pelo principal órgão regulador aeronáutico daquele país permitirá o início de uma turnê de demonstração em bases militares norte-americanas. Um exemplar do Super Tucano está sendo operado nos Estados Unidos pela Tactical Air Defense Services, Inc., empresa que atua nos setores de defesa e aeroespacial, especializada em prover treinamento militar, operações de reabastecimento em voo e manutenção de aeronaves para as Forças Armadas dos Estados Unidos. A aeronave foi adquirida da empresa Tactical Air Support, Inc. (TacAir), por meio de um contrato de arrendamento (leasing). A TacAir é uma empresa formada em 2005 por instrutores veteranos das Escolas de Armas da Marinha, dos Fuzileiros Navais e da Força Aérea dos Estados Unidos, pilotos de teste e profissionais de manutenção, que oferece consultoria para treinamento de táticas militares e já prestou diversos serviços para o Departamento de Defesa norte-americano. Em agosto de 2024, a Embraer anunciou o investimento de R$ 540 milhões na Ogma, sua subsidiária em Portugal, para a montagem do A-29 Super Tucano e KC-390 para a venda a países membros da OTAN.

## Embraer A-29N Super Tucano na configuração Otan
A Embraer anunciou em 12 de abril de 2023, durante a feira LAAD Defence & Security, no Brasil, o lançamento da aeronave A-29 Super Tucano, na configuração da Otan, com foco inicial no atendimento às necessidades de nações da Europa. A nova versão da aeronave, denominada A-29N, incluirá equipamentos e funcionalidades para atender aos requisitos operacionais da Otan, tais como um novo datalink, single-pilot operation, entre outras modificações.

## Principais aeronaves concorrentes
- en:Beechcraft T-6 Texan II/T-6B/AT-6
- en:KAI KT-1 Woong Bee
- Pilatus PC-9 M
- Pilatus PC-21
- en:PZL-130 Orlik
- en:TAI Hürkuş

## Ficha técnica (EMB-314 Super Tucano)

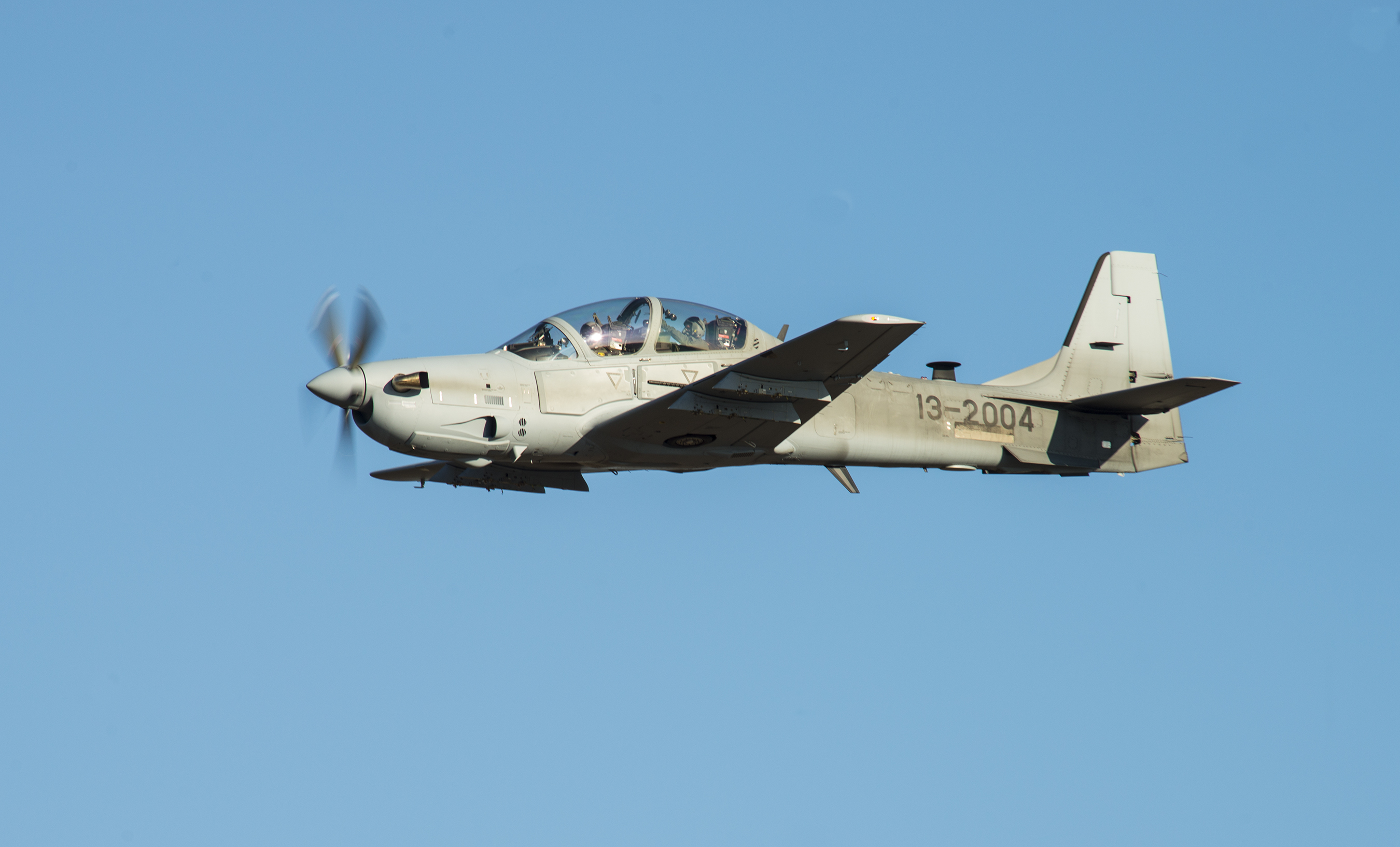
Super Tucano adquirido pelos EUA para o programa LAS

Especificações

### Dimensões
- Envergadura:   11,14 m
- Comprimento:   11,30 m
- Altura:   3,97 m

### Pesos
- Vazio:   3 200 kg
- Máximo de decolagem:   5 400 kg
- Carga de combate máxima:   1 550 kg (cargas externas/munições)
- Tripulação:   1 piloto no monoposto ou 2 (1 piloto + 1 operador de sistemas/aluno) no biposto

### Desempenho
- Velocidade máxima nivelada:   590 km/h (limpo)
- Velocidade de cruzeiro:   520 km/h
- Velocidade de estol:   148 km/h
- Alcance de traslado:   1 445 km (combustível interno) e 2 855 km (com tanques externos)
- Teto de serviço:   10 665 m
- Autonomia:   3,4 h (combustível interno) e 8,4 h (com tanques externos)
- Raio de combate:   550 km (Hi-Lo-Hi)
- Distância de decolagem/pouso:   900 m/860 m

### Estrutura
- Fatores de carga:   +7 G / −3,5 G
- Pressurização:   5 psi
- Vida de fadiga:   12 000 h (combate típico) e 18 000 h (treinamento típico)
- Para-brisa:   Resistente ao impacto de pássaros de 1,8 kg a 555 km/h

### Armamentos

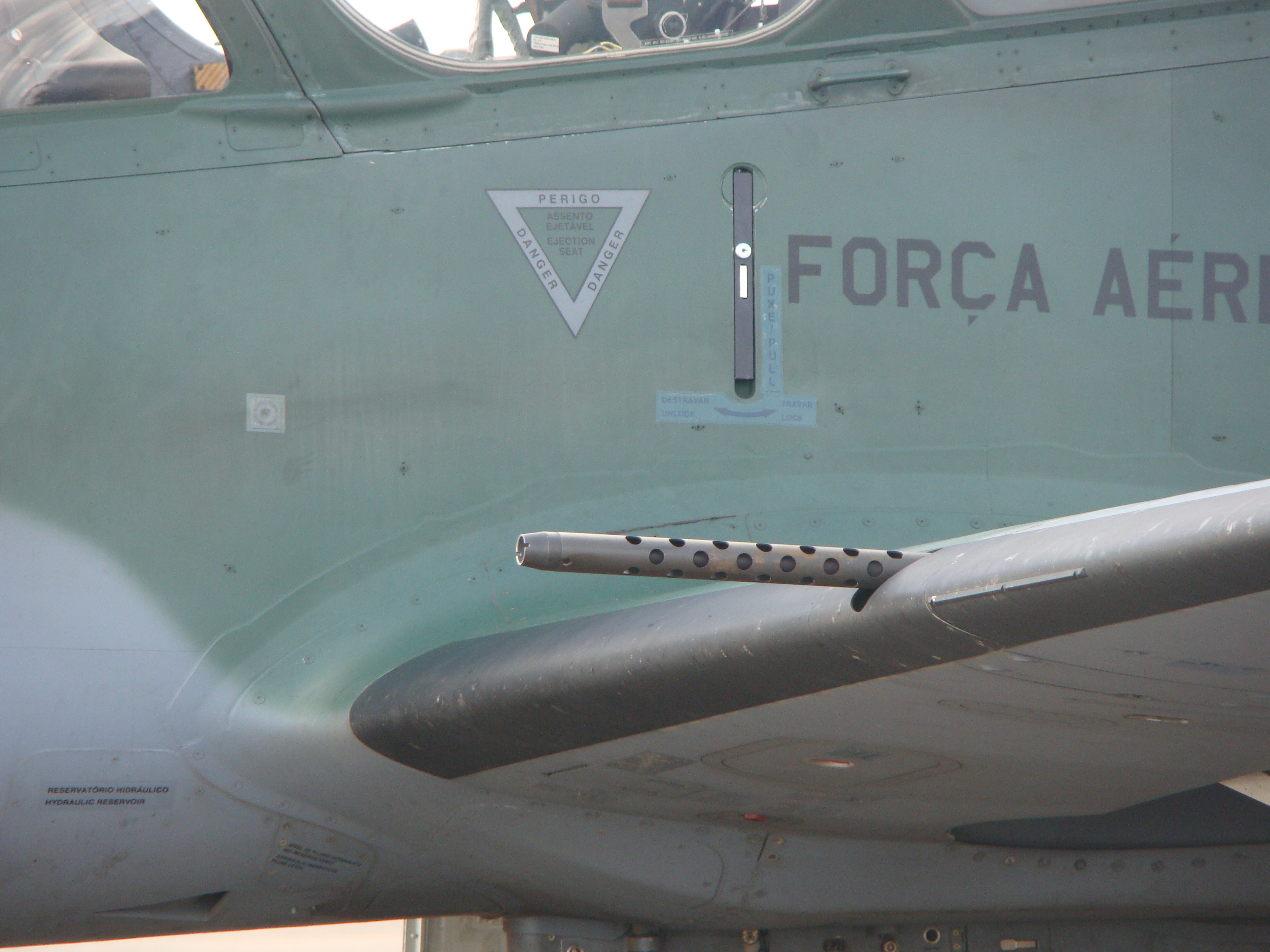
Metralhadora FN Herstal M3P de 12,7x99mm NATO

- Metralhadoras: 2× FN Herstal M3P de 12,7x99mm NATO (cada uma com duzentos e cinquenta tiros, instaladas internamente nas asas)[13]
- Canhões: 1× pod de canhão GIAT M20A1 de 20 mm[33] (sob a fuselagem)
- Foguetes: 4× pods de lança-foguetes LM-70/19 de 70 mm[34] ou LAU-68 de 70 mm[13]
- Bombas:  Mk 81; BAFG-120;[35] Mk 82 ou M117[1](emprego geral); BLG-252 (lança-granadas); Lizard[36] ou Griffin (guiadas por laser); JDAM (munição conjunta de ataque direto);[37] SDB (bombas de pequeno diâmetro);[38] Paveway II (guiada por laser/GPS)[39]
- Mísseis ar-ar: 2× AIM-9L; MAA-1 (homologado);[40] Python 3 ou Python 4
- Mísseis ar-superfície: 2× AGM-65;[41] 4× AGM-114[42]
- Estações de armas: 5 pontos (dois em cada asa e um sob a fuselagem)
- Principais configurações armadas «(infográfico)»[1][43]

### Propulsão
- Motor: 1 turboélice Pratt & Whitney Canada PT6A-68C de 1 600 shp de potência, que incorpora FADEC (controle digital de motor com autoridade total) e EICAS (sistema de indicação de motor e alerta da tripulação)[13]
- Hélice: 1 Hartzell pentapá de 2,38 m de diâmetro

### Sistemas e equipamentos
- Blindagem para a cabina e o motor (opcional)[1]
- CMFD/HUD/UFCP/HOTAS
- OBOGS (sistema gerador de oxigênio de bordo)
- Rádio V/UHF M3AR Série 6000 (sistema datalink de transmissão e recepção de dados seguro)
- FLIR Star SAFIRE III ou BRITE Star DP (sensor eletro-óptico e infravermelho de visão à frente)[1]
- NVG ANVIS-9 (óculos de visão noturna)
- CCIP/CCRP/CCIL/DTOS (modos de ataque computadorizados)
- HMD (sistema de apresentação instalado no capacete) (opcional)
- Laser Range Finder (telêmetro laser) (opcional)
- MAWS (sistema de alerta de aproximação de míssil) (opcional)[13]
- RWR (receptor de alerta de radar) (opcional)[13]

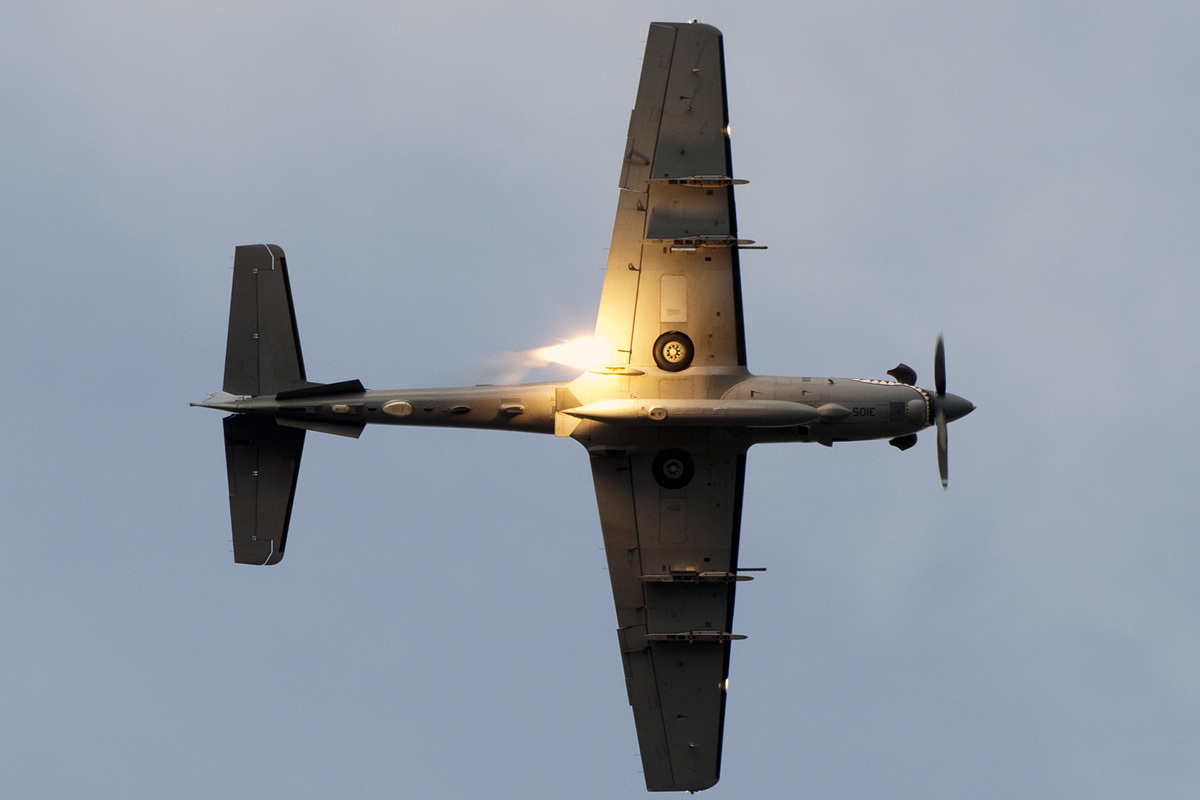
Super Tucano da Força Aérea Colombiana liberando flares em Rionegro

- Chaff & flare (sistema de dispensadores para autodefesa) (opcional)[13]
- Sistema de treinamento virtual de armamentos e sensores
- TOSS (sistema de treinamento e suporte operacional)[44]
- Câmara e gravador de vídeo digital
- Stormscope WX-1000E (sistema de mapeamento meteorológico)
- INS/GPS (sistema integrado de navegação)
- Piloto automático
- Assento ejetável Martin-Baker Mk 10LCX zero/zero
- Freio de mergulho
- Ar condicionado
- Farol de busca

## Operadores

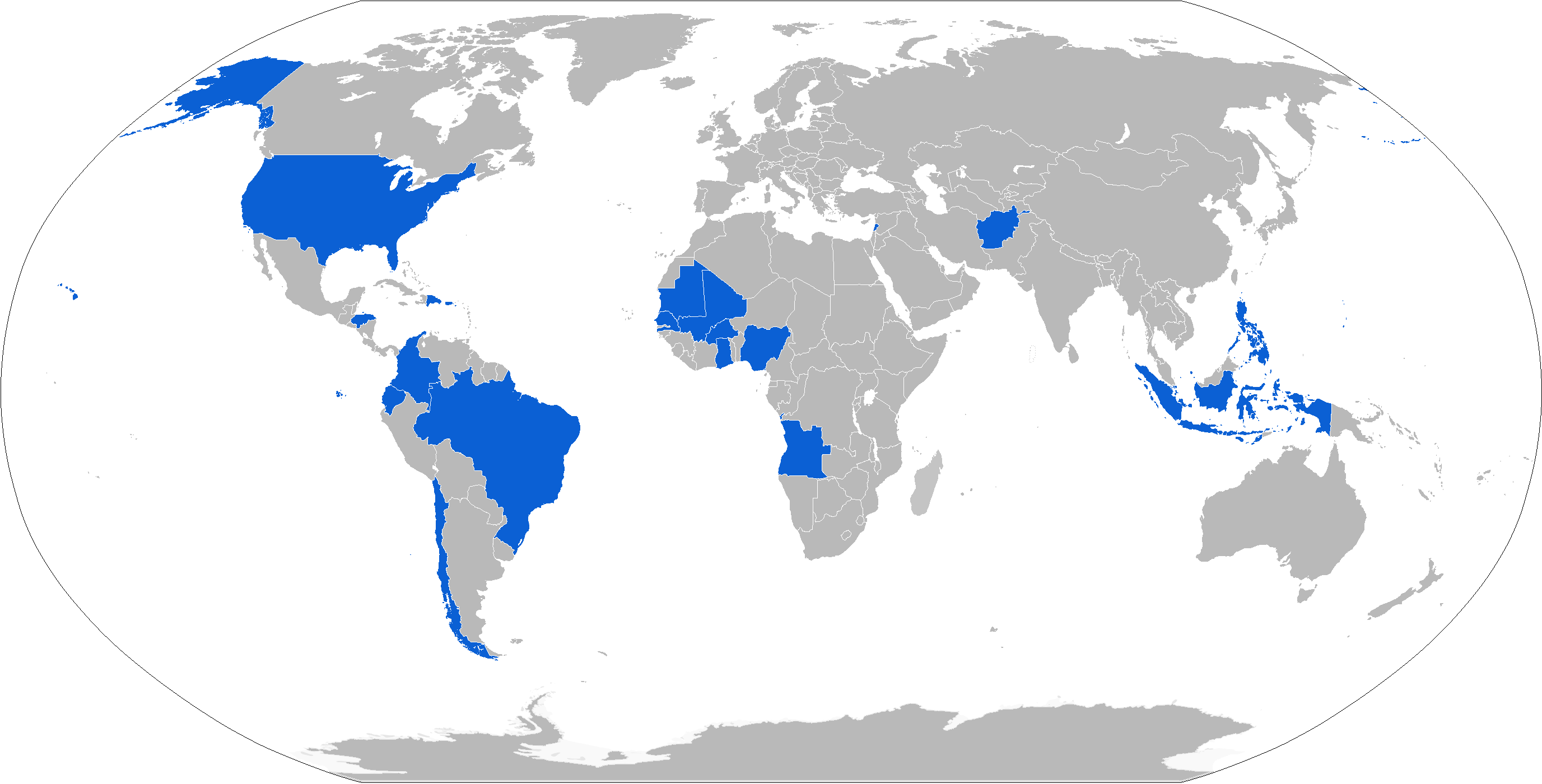
Operadores de A-29 Super Tucano

- Afeganistão – 26 aeronaves pelo programa LAS
  - 20 aeronaves encomendadas em 2011[45][46][47]
  - 6 aeronaves encomendadas em 2017[48][49]
  - 1 aeronave perdida em acidente
    - Fuga Após a queda do Governo Afegão para o Talibã
      - 1 aeronave colidiu com um Mig-29 no Uzbequistão[50]
      - 8 aeronaves capturadas pelo talibã (1 em Mazar-i-Sharif e 7 em Cabul)[51][52]
      - 11 aeronaves se evadiram para o Uzbequistão
- Angola – 6 aeronaves encomendadas[53][54]
- Brasil – 60 aeronaves.[55]
- Burquina Fasso – 3 aeronaves[53]
- Chile – 18 aeronaves[56]
- Colômbia – 25 aeronaves
- Equador – 18 aeronaves[57]
- Filipinas – 6 aeronaves[58][59]
- Estados Unidos
  - Tactical Air Defense Services – 1 aeronave (leasing)[60]
  - Programa LAS (Light Air Support) ou Apoio Aéreo Leve – 20 aeronaves encomendadas pelo Governo norte-americano, dessas 12 já foram entregues e repassadas para a aviação do Afeganistão. As outras 8 unidades encomendadas irão permanecer em território americano servindo ao treinamento de pilotos na Base de Moody.[61][62][63][64][65][66]
  - 6 aeronaves encomendadas, para utilização pela Força Aérea do Afeganistão.[48][49]
- Gana – 5 aeronaves encomendadas[67][68]
- Honduras – 2 aeronaves encomendadas[69]
- Indonésia – 16 aeronaves[70][71]
- Líbano – 6 aeronaves encomendadas[72][73][74]
- Mali – 4 aeronaves[75]
- Mauritânia – 3 aeronaves encomendadas[76][77]
- Nigéria – 12 aeronaves encomendadas[78][79]
- Paraguai – 6 aeronaves[80]
- República Dominicana – 8 aeronaves
- Senegal – 3 aeronaves encomendadas[81]
- Turquemenistão – Quantidade total encomendada não divulgada.
  - 2 aeronaves já entregues em 2020.[82]
  - 3 aeronaves entregues em 2021.[83]
- Portugal – 12 aeronaves encomendadas[84]
- Uruguai –  6 aeronaves encomendadas[85][86]
- Panamá – 4 aeronaves encomendadas[87][88]
- Cliente não revelado – 6 aeronaves encomendadas[89]
- Cliente não revelado (África) – 4 aeronaves encomendadas[90]

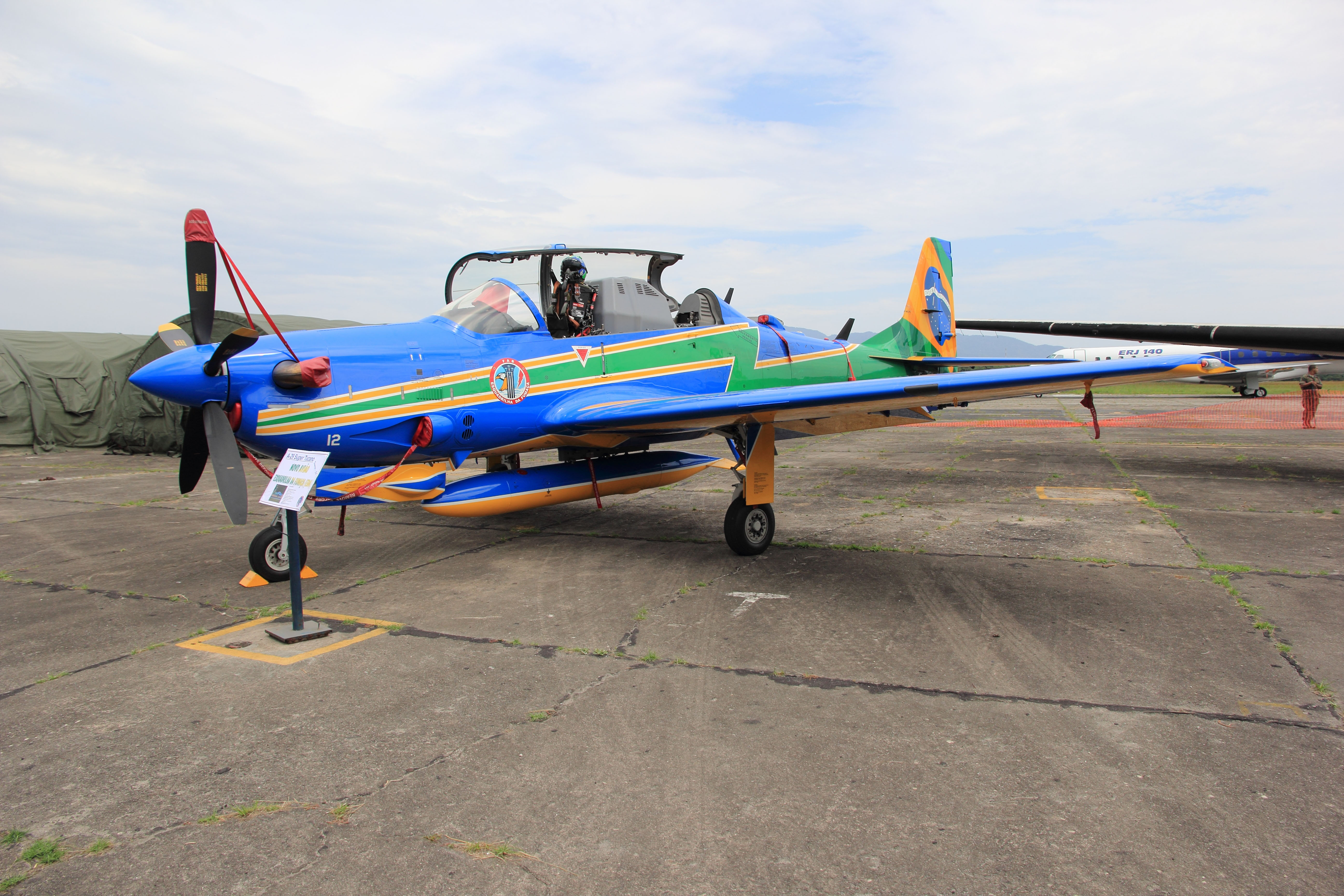
Super Tucano do Esquadrão de Demonstração Aérea (EDA)
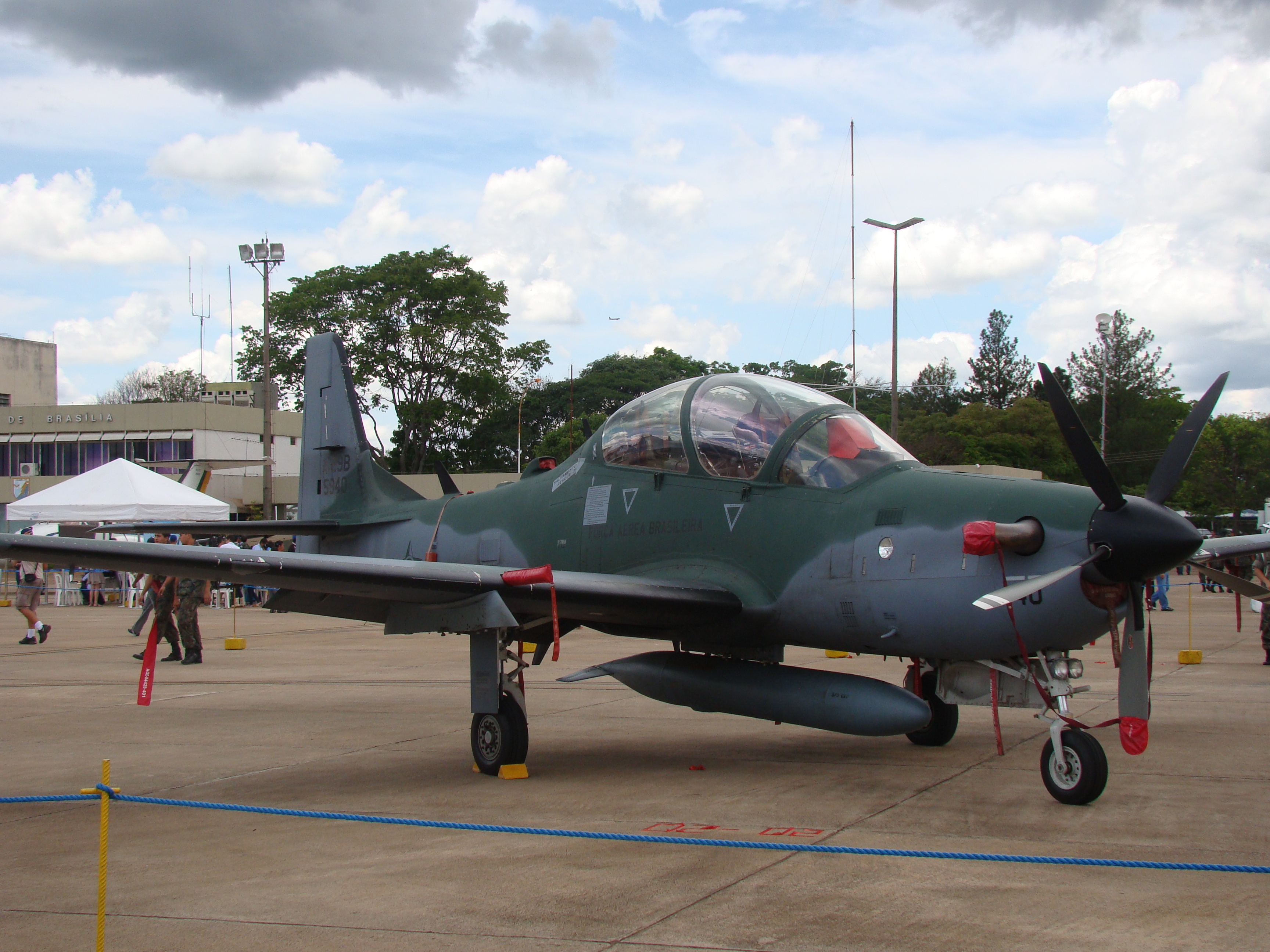
Super Tucano da Força Aérea Brasileira
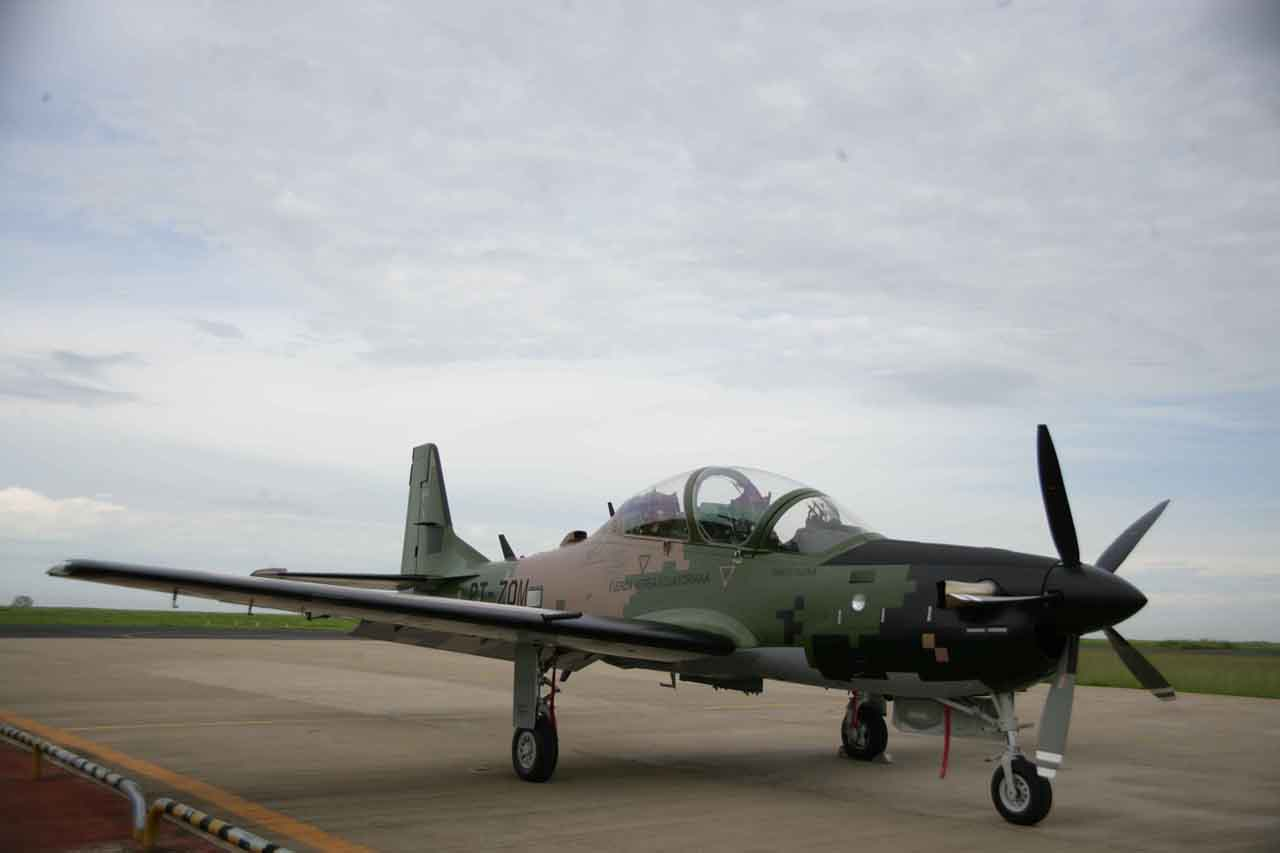
Super Tucano da Força Aérea Equatoriana
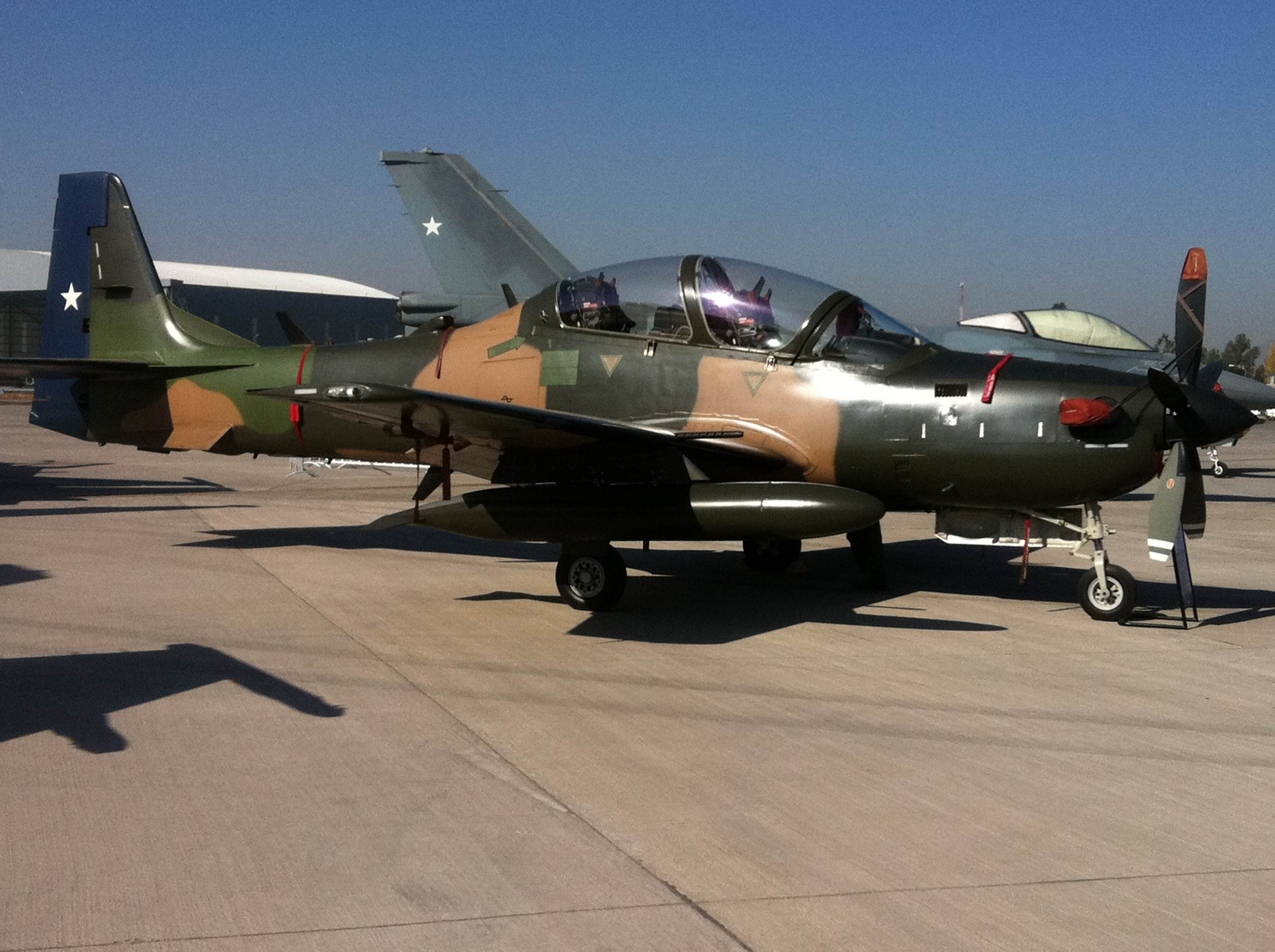
Super Tucano da Força Aérea Chilena
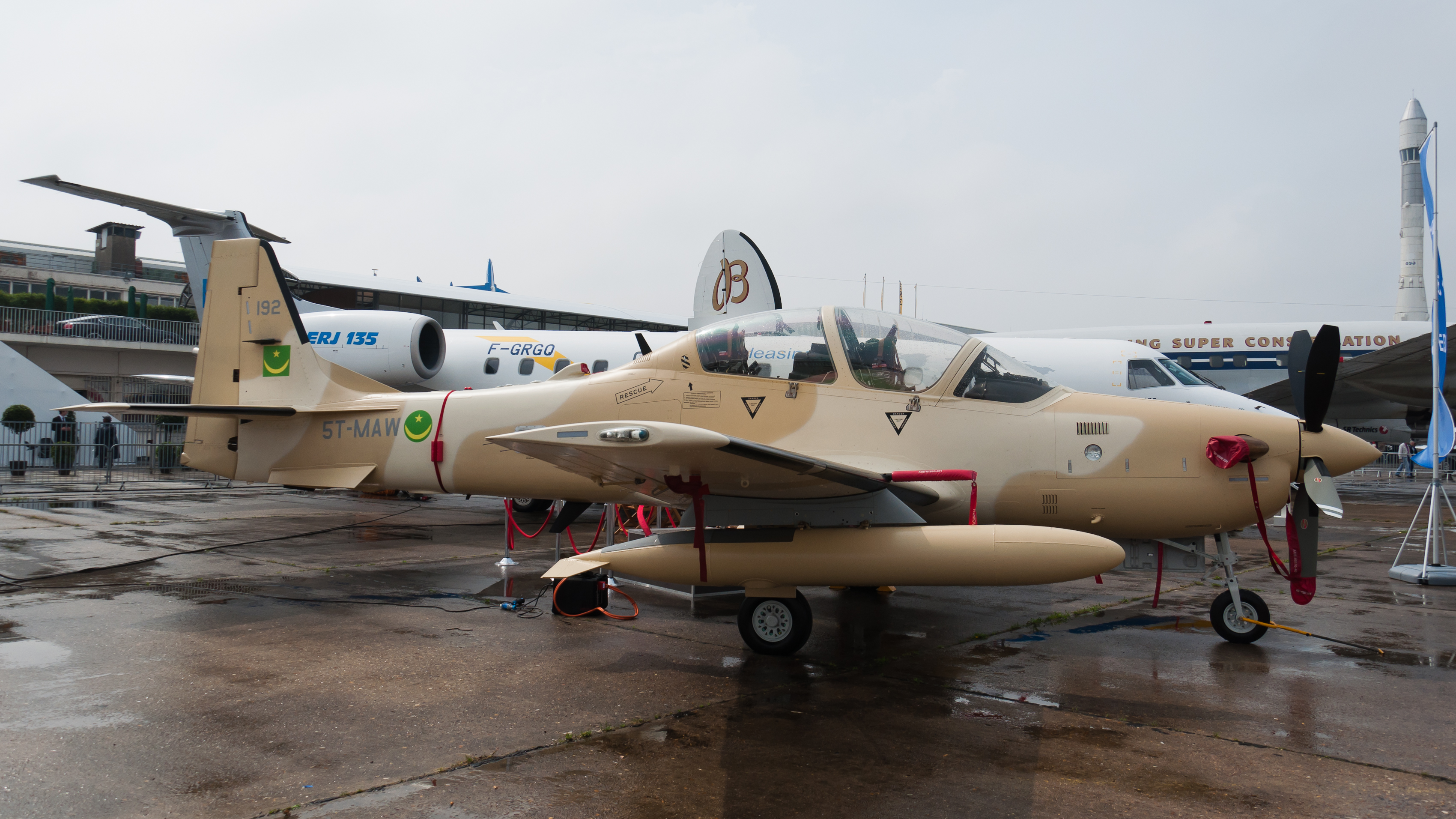
Super Tucano da Força Aérea da Mauritânia
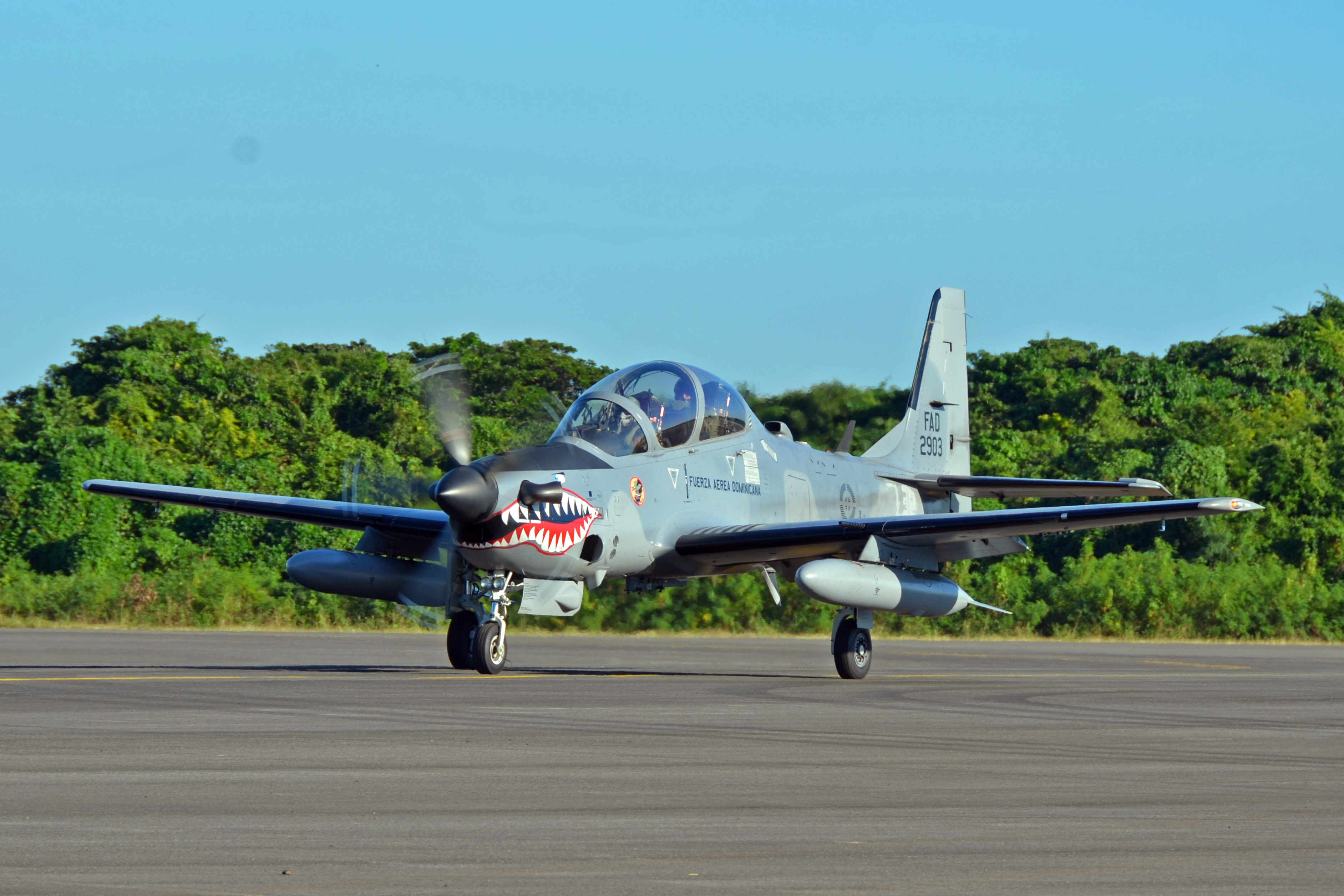
Super Tucano da Força Aérea Dominicana
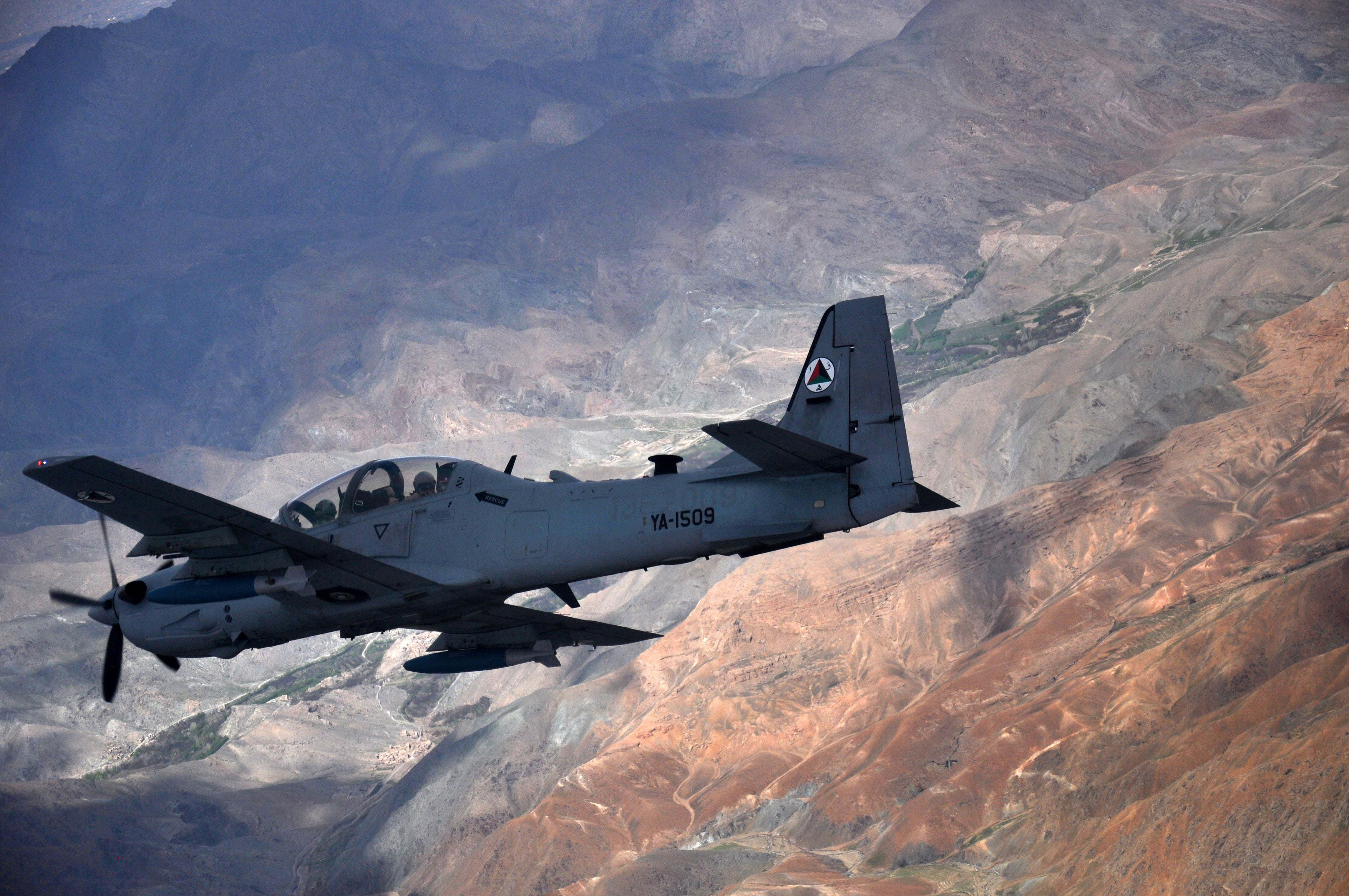
Super Tucano da Força Aérea Afegã
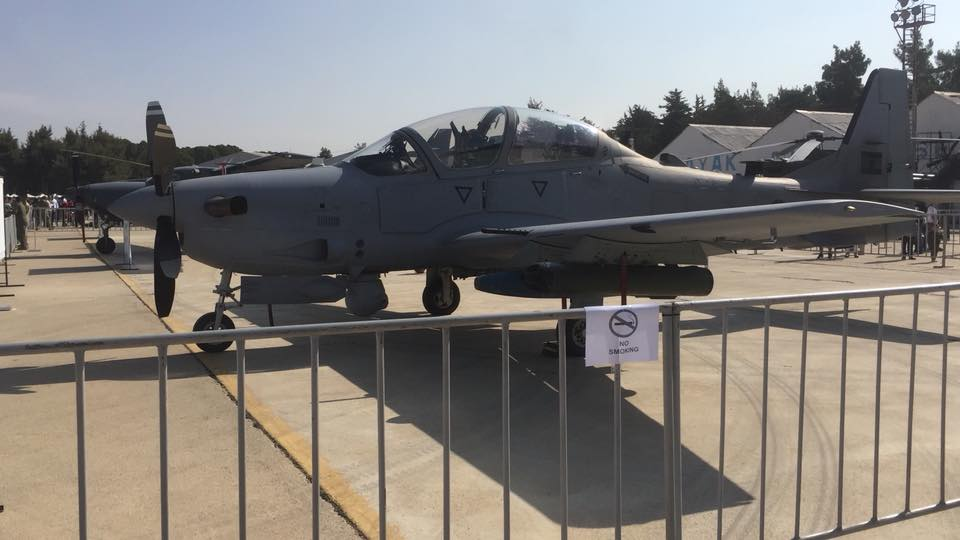
Super Tucano da Força Aérea Libanesa

### Operadores potenciais
Países que manifestaram interesse na compra, ainda não formalizada:
- Bolívia – Quantidade não publicada[92]
- El Salvador – 8 a 10 aeronaves[93][94]
- Filipinas – 18 aeronaves adicionais às 6 aeronaves já adquiridas e entregues, totalizando 24 aeronaves[95]
- Hungria – Quantidade não revelada.[96]
- Moçambique – 3 aeronaves, podendo uma quantidade maior não revelada estar em negociação.[97]
- Montenegro – Quantidade não revelada.[98]
- Peru – 10 a 12 aeronaves[99][100]
- Ucrânia – Quantidade não divulgada[101][102]

### Vendas frustradas
- Argentina – 24 aeronaves (desistiu). Ao longo de 2016, o governo argentino negociou com o governo brasileiro a compra de 24 aeronaves. Por razões políticas, diplomáticas e orçamentárias, a Argentina escolheu comprar 12 T-6C Texan II, dos Estados Unidos, via FMS no dia 8 de fevereiro de 2017.[103][104]
- Emirados Árabes Unidos – 24 aeronaves (desistiu). Em 2015, os Emirados Árabes Unidos iniciaram a negociação para comprar 24 aeronaves, que seriam repassadas aos iraquianos para combater os terroristas do Estado Islâmico. No entanto, a proximidade do governo iraquiano de militares iranianos frustrou a negociação.[105]
- Guatemala – 6 aeronaves (cancelado). Em outubro de 2013, o governo da Guatemala comprou 6 aeronaves, mas acabou cancelando a compra em 2015 devido ao aumento de preço dos aviões. Pelo rompimento unilateral do contrato, o governo da Guatemala teve que pagar US$ 600 mil à Embraer.[106][107]
- Venezuela – 24 aeronaves (vetado). Em 11 de janeiro de 2006, o Governo norte-americano vetou a venda de 24 unidades do Super Tucano à Venezuela. O Governo dos EUA tem o poder de veto nas vendas de qualquer equipamento militar que conte com tecnologia norte-americana. Neste caso, o Super Tucano conta com sistema inercial de voo, computador de bordo, motor e hélice, além de outros sistemas de origem norte-americana.[108]

### Vendas adicionais
Alguns dos atuais operadores anunciaram a intenção de adquirir mais aeronaves.
- Estados Unidos  - 200 a 300 aeronaves. O Programa OA-X visa analisar a aquisição de aeronaves de ataque leve, para serem operadas pela USAF como complemento ou substituição dos A-10 Thunderboldt II. O Super Tucano é um dos concorrentes mais fortes.[109][110]

### Aeronaves perdidas
Algumas das aeronaves listadas abaixo podem ter sido recuperadas, após manutenção e reparos, em ordem cronológica.
- Brasil – 1 aeronave da Força Aérea Brasileira colidiu com uma torre de celular em Boa Vista, Roraima, durante voo de treinamento. O mau tempo e a carta de voo desatualizada causaram o acidente. Um militar morreu (4 de abril de 2007).[111]
- Brasil – 1 aeronave da Força Aérea Brasileira caiu a 300 metros do aeroporto de Porto Velho, Rondônia, após uma missão de patrulha na fronteira com o Peru. O piloto conseguiu se ejetar e não se feriu (26 de fevereiro de 2011).[112]
- Brasil – 1 aeronave da Força Aérea Brasileira caiu em Natal, Rio Grande do Norte, durante uma missão de treinamento, matando o piloto (12 de maio de 2011).[113]
- Brasil – 1 aeronave caiu na região em Campo Grande, a 10 km do Aeroporto Internacional da cidade, matando o piloto (7 de julho de 2012).[114]
- Colômbia – 1 aeronave caiu na região de Cauca, no sudoeste da Colômbia, durante missão de combate às FARC, matando 2 militares. O governo colombiano nega que ela tenha sido abatida (12 de julho de 2012).[115]
- Equador – 1 aeronave caiu em Manta, do sudoeste no Equador durante um voo de treinamento. Os 2 militares se ejetaram e saíram ilesos (19 de março de 2012).[116]
- Brasil – 1 aeronave da Esquadrilha da Fumaça caiu em Pirassununga durante treinamento, matando 2 militares (12 de agosto de 2013).[117]
- Brasil – 1 aeronave caiu na região em Campo Grande, a 50 km do Aeroporto Internacional da cidade. O piloto ejetou e sobreviveu (12 de março de 2014).[118]
- Indonésia – 1 aeronave caiu em Malang (Indonésia) durante um voo de treinamento, matando 2 militares e uma mulher (10 de fevereiro de 2016).[119]
- Estados Unidos – 1 aeronave pertencente à USAF, do lote que será repassado ao Afeganistão, caiu em Homerville (EUA) durante um voo de treinamento. Os 2 militares se ejetaram e saíram ilesos (7 de março de 2017).[120]
- Estados Unidos – 1 aeronave que participava do Experimento de ataque leve da USAF caiu no Red Rio Bombing Range, localizado a cerca de 105 quilômetros ao norte da Base Aérea Holloman, no Novo México. Os 2 tripulantes se ejetaram, sendo que o primeiro foi resgatado com ferimentos leves e o Tenente Christopher Carey Short faleceu. (23 de junho de 2018).[121][122]
- Mali- 1 aeronave perdida em acidente nas cercanias da cidade de Sévaré. Os dois tripulantes não conseguiram ejetar e morreram. (8 de abril de 2020).[123]
- Afeganistão - 1 A-29B Super Tucano da Força Aérea Afegã (AAF) caiu após falhas técnicas. A aeronave caiu no vale de Aska, no distrito de Doshi, na província de Baghlan, no nordeste do Afeganistão. Os dois tripulantes a bordo se ejetaram e foram resgatados, sendo que o piloto teve ferimentos enquanto o segundo tripulante não teve ferimentos (9 de julho de 2020) [124]
- Afeganistão - 1 A-29B Super Tucano da Força Aérea Afegã (AAF) colidiu com um Mig-29 da Força Aérea do Uzbequistão durante a fuga das tripulações após a queda do governo afegão e caiu ao sul do Uzbequistão, na província de Surzondaryo. Os dois tripulantes do Super Tucano se ejetaram e foram resgatados com vida.[50]
- Brasil – 1 aeronave caiu na região em Campo Grande (MS), a 5 km do Aeroporto Internacional da cidade. O piloto conseguiu se ejetar e sobreviveu sem ferimentos. O local da queda, nas proximidades do bairro Coophavilla II, registrou incêndio que consumiu aproximadamente 10 hectares de pastagem, causando interdição do aeroporto da cidade no dia. (13 de setembro de 2021) [125][126]